# Teoria ubóstwa Ragnara Nurksego
Teoria ubóstwa Ragnara Nurksego – teoria utworzona przez estońskiego ekonomistę Ragnara Nurksego, którego jednym z głównych obszarów zainteresowań był problem ubóstwa. Nurkse zapoczątkował powstanie całej serii różnorodnych koncepcji zaklętego kręgu ubóstwa. Uważał on, że głównym źródłem zacofania krajów rozwijających się jest niedobór własnych kapitałów (czyli oszczędności ze źródeł wewnętrznych, niezbędnych na cele inwestycyjne).
R. Nurkse jest twórcą dwóch teorii zaklętego kręgu ubóstwa:
- Pierwszy krąg ubóstwa Nurksego: niedostateczna podaż kapitału → niska zdolność do oszczędzania → niski poziom realnych dochodów ludności → niska wydajność pracy → niedostateczna podaż kapitału (zamknięcie kręgu)
- Drugi krąg ubóstwa Nurksego: niski popyt na kapitał = słabe bodźce do inwestowania → niewielka siła nabywcza ludności → niski poziom dochodów realnych → niska wydajność pracy → niedostateczne zastosowanie kapitału w procesie produkcji → słabe bodźce do inwestowania = niski popyt na kapitał (zamknięcie kręgu)

Według R. Nurksego sposobem na przezwyciężenie kręgu biedy i zacofania są inwestycje kapitału, które doprowadzą do stopniowego podnoszenia wydajności pracy, ograniczenia bariery popytu i małej chłonności rynku, zwiększenia produkcji i ostatecznie do wzrostu dochodów ludności. R. Nurkse zakładał, że kraje rozwijające się nie są w stanie samodzielnie zapoczątkować wychodzenia z kręgu biedy i zacofania. Będzie to możliwe jedynie pod warunkiem napływu kapitału zagranicznego (np. w ramach pomocy udzielanej przez kraje rozwinięte).